# Сила людей
«Сила людей» — украинская либерально-демократическая политическая партия, зарегистрирована 20 августа 2014.

## История

### Местные выборы 2015
На местных выборах-2015 «Сила людей» получила лучший результат в своей истории: 210 мандатов местных депутатов и 5 должностей мэров и сельских голов. 62 общины, в которых будут работать депутаты от «Силы людей», расположенные в 20 областях Украины.
Лучший результат показали промышленные центры на юго-востоке страны: 26 мандатов в советах всех уровней в Кривом Роге и 9,26 % голосов избирателей на выборах в Мариуполе, а также Тростянец Сумской области (10 мандатов в городском совете) и Чортков Тернопольской области (10 мандатов).

### Парламентские выборы 2014
На парламентских выборах 2019 года партия набрала 0,19 % (27 984 голосов избирателей). Из-за плохого результата председатель политсовета партии Александр Солонтай сложил полномочия.

### Президентские выборы 2019
20 января 2019 на съезде партии в Киеве, по результатам партийного праймериз, был избран Дмитрий Гнап для участия в президентских выборах. Впоследствии, после скандала с присвоением средств, которые должны были пойти на поддержку армии, политсовет партии выступил с требованием к Гнапу снять свою кандидатуру. Однако, Дмитрий отказался снимать свою кандидатуру, в течение недели было найдено компромиссное решение. 12 февраля 2019 Гнап вернул «Слидство. Инфо» 9100 евро премии. 7 марта 2019 Гнап снялся с выборов в пользу Анатолия Гриценко, после того как Андрей Садовой также снялся в пользу Гриценко.